# Herbita
Herbita är ett släkte av fjärilar. Herbita ingår i familjen mätare.

## Dottertaxa tillHerbita, i alfabetisk ordning[1]
- Herbita aemula
- Herbita aglausaria
- Herbita albirenata
- Herbita amicaria
- Herbita artayctes
- Herbita asinana
- Herbita atomaria
- Herbita bendiata
- Herbita betzi
- Herbita capnodiata
- Herbita capona
- Herbita castanea
- Herbita castraria
- Herbita cervina
- Herbita chiomaria
- Herbita coctura
- Herbita crenulata
- Herbita cyclopeata
- Herbita declinata
- Herbita decurtaria
- Herbita dislocata
- Herbita divisa
- Herbita dognini
- Herbita domingaria
- Herbita dulcisona
- Herbita flavidiscata
- Herbita fulva
- Herbita harmonidaria
- Herbita harpalionaria
- Herbita harpalyciaria
- Herbita hypolizon
- Herbita igniplaga
- Herbita incata
- Herbita lilacina
- Herbita malchusaria
- Herbita marmorata
- Herbita medama
- Herbita medona
- Herbita medullata
- Herbita nedusia
- Herbita nestor
- Herbita niebla
- Herbita ochriplaga
- Herbita olivata
- Herbita opalizans
- Herbita oswaldaria
- Herbita pacondiaria
- Herbita pallidaria
- Herbita praeditaria
- Herbita prouti
- Herbita quinquemaculata
- Herbita reducta
- Herbita renipuncta
- Herbita rhoda
- Herbita ruadhanaria
- Herbita rufa
- Herbita saturniata
- Herbita siccifolia
- Herbita singularis
- Herbita sixola
- Herbita somnolenta
- Herbita subapicalis
- Herbita subcostata
- Herbita subdentilinea
- Herbita tanagra
- Herbita tenebrica
- Herbita testinata
- Herbita tharbaria
- Herbita transcendens
- Herbita transcissa
- Herbita transversata
- Herbita tucumana
- Herbita ulpianaria
- Herbita valtrudaria
- Herbita versilinea
- Herbita vinosata
- Herbita zarina